# Fab 5 Freddy

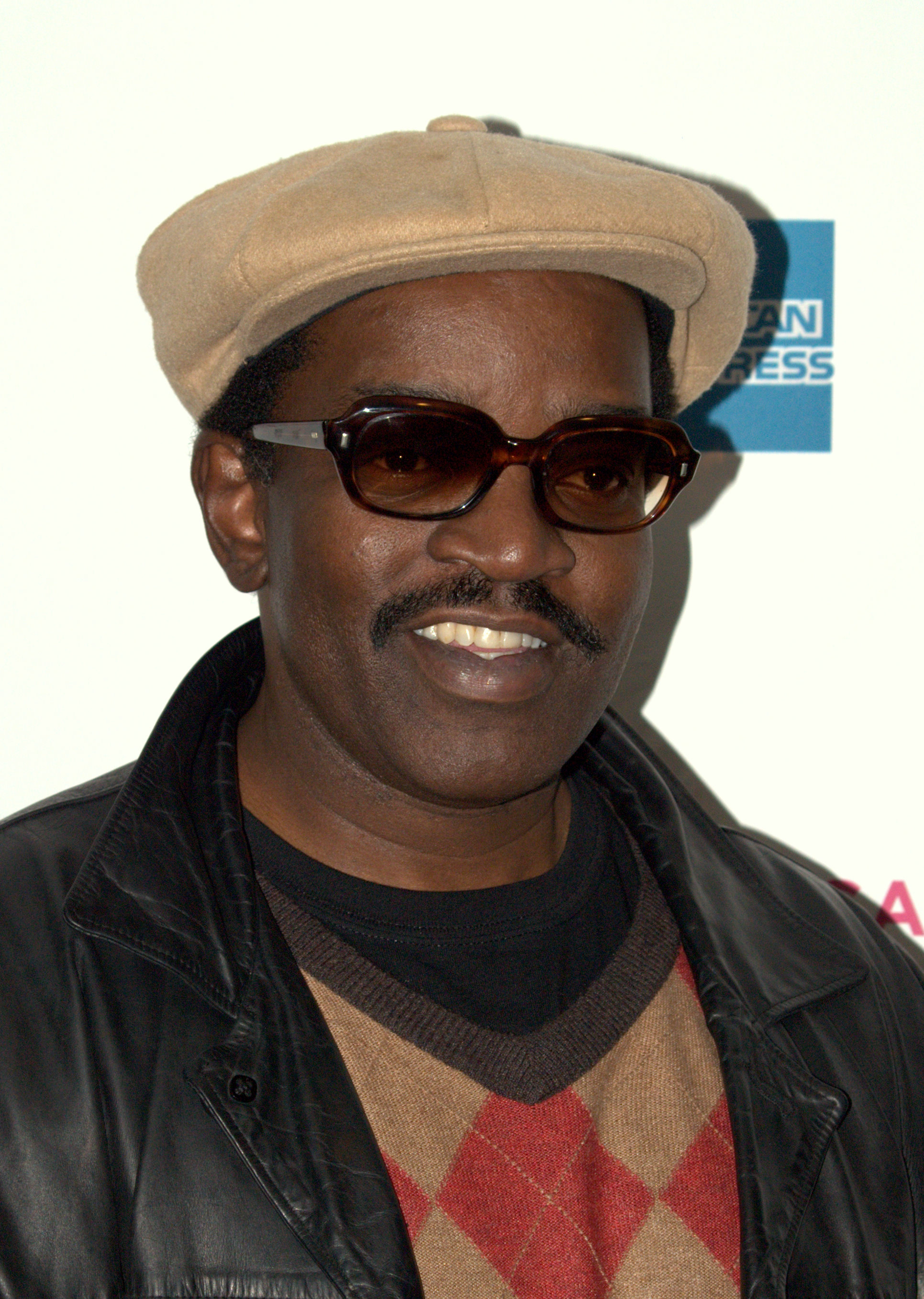
Fab 5 Freddy, 2009

Frederick Brathwaite (* 1959), besser bekannt als Fab 5 Freddy, kurz F5F, ist ein amerikanischer Künstler, Musiker, Filmproduzent, Fernsehmoderator und Hip-Hop-Pionier. In den späten 1970er und den 1980er Jahren war er Teil der Kunstszene in New York und ein regelmäßiger Gast in Glenn O’Briens Show „T. V. Party“. Er verknüpfte Graffiti-Künstler aus der Bronx mit Galeristen in Downtown und beeinflusste so die Etablierung von Graffiti als bildender Kunst. Heute konzentriert sich Freddy auf seine Arbeit als bildender Künstler in New York und wird häufig als Zeitzeuge für Graffiti und Hip-Hop-Dokumentationen und -Ausstellungen interviewt.

## Werk
Entgegen anderen Darstellungen war Freddy kein richtiger Graffiti-Writer, sondern erreichte vielmehr über Graffiti seinen Durchbruch als Künstler. Schon während der Highschool entwickelte er ein großes Interesse an der zeitgenössischen Kunst in den New Yorker Museen wie dem Metropolitan Museum oder dem Museum of Modern Art. Graffiti bedeckte bereits Mitte der 1970er Jahre die U-Bahnen und Straßen von New York und hatte für Freddy denselben künstlerischen Stellenwert wie die Pop-Art-Werke in den Museen.
1978 lernte er den Writer LEE kennen und schloss sich als Fab 5 Freddy der Crew The Fabulous 5ive an. Zusammen mit LEE malte er 1979 sein erstes Piece, den „Campbell’s Soup Car“, ein Wholecar, der auf Andy Warhol verweist und Graffiti auf eine Stufe mit Pop Art hebt. Nach einer gemeinsamen Anzeige in der Village Voice wurden Freddy und Lee von dem Kunsthändler Carlo Bruni kontaktiert und sie verwirklichten 1979 die erste Graffiti-Ausstellung in Europa, in der Galleria la Medusa in Rom, die gleichzeitig Lees und Freddys erste Kunstausstellung war.
Anfang der 1980er folgten mehrere Ausstellungen in New York, zum Beispiel im Oktober 1980 die Graffiti Art: „Success for America“-Ausstellung in der „Fashion Moda“ (Bronx) oder 1981 im Mudd Club. Obwohl er selbst nur sehr kurz Graffiti gemacht hatte, wurde er sofort von der Öffentlichkeit als ein Writer wahrgenommen und zusammen mit LEE, Dondi, Futura 2000, Lady Pink, Rammellzee und anderen Writern ausgestellt.
Er arbeitete mit Afrika Bambaataa in dessen Anfangszeit zusammen und führte ihn in die Uptown-Hip-Hop-Szene ein. Über den 1981er Hit Rapture von Blondie wurde Freddy durch die Zeile „Fab 5 Freddy told me everybody’s fly“ in ganz Amerika bekannt. Im Video zu diesem Song wirkte er als Schauspieler mit, indem er sich selbst bei einer Graffiti-Aktion darstellte.
1982 begleitete er die Rock Steady Crew, „Afrika Bambaataa“, die „McDonalds Double Dutch Girls“, mehrere DJs und weitere Graffiti-Künstler wie Phase 2, Futura 2000 und Dondi auf der Roxy Tour, die von Europe 1 ausgetragen wurde. Es handelte sich dabei um die erste internationale Hip-Hop-Tour, die sie unter anderem in die europäischen Metropolen London und Paris führte. In Charlie Ahearns Film Wild Style!, der auf seine Idee hin entstand, wirkte er als Schauspieler (wieder sich selbst darstellend) und musikalischer Direktor mit.
Die Toten Hosen nahmen mit ihm zusammen 1983 eine englischsprachige Rap-Version des Liedes Eisgekühlter Bommerlunder auf. Die Aufnahme wurde unter dem Titel Hip-Hop-Bommi-Bop veröffentlicht.
1988 wurde er Moderator der MTV-Sendung Yo! MTV Raps und gilt dadurch als erster Hip-Hop-VJ. 1986 spielte er eine Nebenrolle in Nola Darling (She’s Gotta Have It) und 1991 in New Jack City als DJ in Nino Browns Diskothek Spottlite.
2013 moderierte er Max Herres MTV Unplugged Kahedi Radio Show.